# Torre de Gabia la Grande
La torre de Gabia la Grande (coneguda localment com a torrassa) és una torre-fortalesa d'època musulmana, declarada Bé d'Interès Cultural, que està situada en la plaça del Fuerte, al municipi de Las Gabias (Granada, Andalusia, Espanya). En els anys 2000 va ser restaurada per la Junta d'Andalusia, després de passar a titularitat municipal.

## Descripció
Es tracta d'una construcció de planta rectangular (8 x 11 m) i 13,50 m d'altura. Els murs estan realitzats en tapial, amb cantonades de carreus i alguns recalç de maó. Actualment té tres plantes, amb estances cobertes amb volta de canó, en les dues primeres. En el seu estat original sembla que va comptar amb quatre plantes. La planta baixa té accés directe des del carrer i, segons alguns autors, va poder ser un aljub.
A la planta primera, a la que s'hi accedeix des d'una casa del segle XVI adossada a la torre, en les testeres d'una de les sales, hi ha arcs de ferradura, amb arquivoltes de gallons. En un d'ells s'obre un balcó a la plaça, construït en època moderna, i que va suposar la destrucció d'un fris de mocárabs. La segona planta té una sola estança, coberta amb enteixinat, amb les jàsseres recolzades en sabates. Té una escala d'accés a l'actual terrassa. En tot l'interior es percep un fi acabat de decoració de guix, que contrasta amb l'aspecte defensiu exterior.
Leopoldo Torres Balbás opinava que aquesta torre degué estar, en el seu moment, envoltada d'una muralla.

## Història
L'obra s'atribueix, sobretot per la decoració interior (que inclou l'escut i lema dels nassarites), al període nassarita, i sol relacionar-se amb altres obres similars com la Torre del Soto de Roma o la del Bordonal, totes dues a la Vega de Granada, igual que aquesta. Pel que sembla tenien una funció de refugi dels habitants de les alqueries pròximes i van ser abundants, encara que bona part d'elles es van demolir, segons les cròniques d'Hernando del Polze. La decoració es va incorporar, possiblement, a la fi del segle XIV o començaments del XV, i l'enteixinat de la tercera planta, ja en època cristiana, doncs, el 1506, Donya Joana I de Castella va ordenar demolir la quarta planta i la volta de la tercera.
En la segona meitat del segle xx, la casa adossada i el jardí d'aquesta, es van convertir en la seu d'una penya flamenca, que encara continua existint.